# Radelchis II de Bénévent
Radelchis II de Bénévent (mort vers 907), prince de Bénévent de 881 à 884 et de 897 à 900.

## Biographie
Radelchis II est le fils ainé d'Adalgis de Bénévent. En 881, il chasse son cousin Gaideris de Bénévent et devient prince. En juillet-août 884, après un règne de 3 ans et 8 mois et 10 jours selon le « Chronicon Salernitanum », il est déposé et exilé par son frère cadet Aio, après que l'armée byzantine sous la conduite de Nicéphore Phocas l'Aîné ait reconquis la Calabre l'année précédente.
Après le meurtre de Guy IV de Spolète, la sœur de Radelchis, l'impératrice Ageltrude, veuve de Guy III de Spolète, intervient à Bénévent pour le rétablir le 31 mai 897. Il réussit à se maintenir, non sans difficultés pendant un an, face à une aristocratie turbulente aux exigences toujours nouvelles, avant d'être définitivement chassé de la principauté en janvier 900 par Aténolf Ier de Capoue. Radelchis II avait épousé une  certaine Arniperge, fille de Pando de Capoue.

## Sources
- Jules Gay L'Italie méridionale et l'Empire byzantin depuis l'avènement de Basile Ier jusqu'à la prise de Bari par les Normands (867-1071) Albert Fontemoing éditeur, Paris 1904 p. 636.
- (en) Radelchis II  sur le site Medieval Lands